# بومة سولاوسي مقنعة
بومة سولاوسي المقنعة (بالإنجليزية: Sulawesi masked owl) (الإسم العلمي: Tyto rosenbergii) هي نوع من البوميات تتبع فصيلة الهامات. وتستوطن في جزر سولاوسي، وسينغيه، وبيلنغ الإندونيسية. صنفت من قبل الاتحاد الدولي لحفظ الطبيعة بإنها غير مهددة.

## التصنيف
وصفت بومة سولاوسي المقنعة لأول مرة من قبل عالم الطيور الألماني هيرمان شليغل عام 1866 باسم "Strix rosenbergii" ضمن جنس "Strix" الذي يتبع فصيلة البوم الحقيقية، ولكن لاحقاً تم أدراجها ضمن جنس "Tyto" الذي يتبع فصيلةالهامات. يشير الاسم المحدد "rosenbergii" إلى المساح الألماني وعالم التاريخ الطبيعي هيرمان فون روزنبرغ الذي جمع عينات من الطيور في جزر الهند الشرقية وأرسلهم إلى المتحف الوطني للتاريخ الطبيعي في لايدن لتصنيفها. هنالك نوعان من السلالات لهذا الطائر، الأول هو نوع «T. r. rosenbergii (شليغل، 1866)»، الذي تم إيجاده في جزر سولاوسي وجزر سينغيه، والنوع الثاني هو «T. r. pelengensis (نيومان، 1939)»، الذي تم إيجاده في جزيرة بيلنغ أكبر جزيرة من مجموعة جزر بانجاي. ومن الأسماء الشائعة لهذا الطائر هي بومة روزنبرغ "Rosenberg’s owl"، وهامة روزنبرغ "Rosenberg’s barn-owl"، وبومة سولاوسي "Sulawesi owl"، وهامة سيليبس "Celebes barn-owl"، وبومة سيليبس المقنعة "Celebes masked-owl"، وبومة سيليبس "Celebes owl".

## الوصف
تنمو بومة سولاوسي المقنعة ليتراوح طولها بين 43 إلى 46 سينتميتر (17 إلى 18 إنش). تكون الأجزاء العلوبة من الذكور ذات لون فحمي رمادي مع بقع وشرائط بيضاء متناثرة. وتكون الأجزاء السفلية منه ذات لون أصفر-برتقالي مع بقع وشرائط داكنة وقناع الوجه ذو لون أبيض أو أبيض-بني. نداء بومة سولاوسي المقنعة غريب، حيث يكون عبارة عن صياح طويل وعادة ما ينبعث خلال الطيران.

## البيئة
قليل ما هو معروف عن بيئة بومة سولاوسي المقنعة. حيث تصطاد ليلاً في الغابات الثانوية، والأراضي الزراعية، والمراعي، وفي المناطق الريفية التي تكاد تنعدم فيها المبانى. وأظهر الفحص الذي تم إجراءه على كرات الشعر المُتَقيَئة التي وجدت في كهف لهذه البومة بإن نظامها الغذائي يشمل الفئران والزبابات. ويمكن مصادفة هذه البومة عادةً في المناطق المزروعة وأراضي الأشجار القمئية في زيارات الصباح الباكر إلى محمية غونونغ أمبانغ الطبيعية في شمال سولاوسي.

## حالة الحفظ
تنتشر بومة سولاوسي المقنعة على مدى واسع، حيث إن لها انتشار واسع النطاق في جزر سولاوسي، وسينغيه، وبينانق، ولكنها ليست شائعة بشكل خاص. وعلى الرغم من إن حجم سكانها غير معروف، فإن أعدادها يعتقد بإنها مستقرة. وصنف الاتحاد الدولي لحفظ الطبيعة بومة سولاوسي المقنعة في القائمة الحمراء للأنواع المهددة بالانقراض بإنها «غير مهددة».